# Nokia 6230

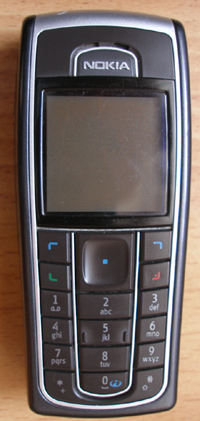
Nokia 6230 Black

Nokia 6230 je malý, středně těžký mobilní telefon s konzervativním designem a bohatou funkční výbavou typové řady Nokia Series 40. Patří do kategorie manažerských telefonů. Na český trh byl uveden v 1. čtvrtletí roku 2004 a ve stejném roce vyhrál anketu o Nejlepší mobil roku. Tělo přístroje je vyrobeno z plastu. Telefon má výměnný přední i zadní kryt včetně klávesnice. 

## Displej
telefonu je aktivní technologie TFT, má čtvercový tvar o rozměrech 27 x 27 mm, rozlišení 128 x 128 obrazových bodu a je schopný zobrazit 65 tis. barev. Při psaní a čtení SMS zobrazuje až 8 řádků textu.

## Klávesnice
Telefon se ovládá pomocí klávesnice, která je vyrobena z tvrdého plastu. Obsahuje celkem 16 tlačítek a ovládací pětisměrný kříž. Tlačítko pro zahájení hovoru je pouze zelené barvy, bez symbolu telefonních sluchátka a stejně tak tlačítko pro ukončení hovoru. Klávesnici lze proti nechtěnému stisknutí blokovat manuálně, pomocí středového tlačítka klávesy hvězdičky nebo lze nastavit její automatické uzamknutí po určité době nečinnosti telefonu. Po levé straně přístroje se nachází kolébkové tlačítko pro ovládání hlasitosti telefonu. 

## Baterie, interiér

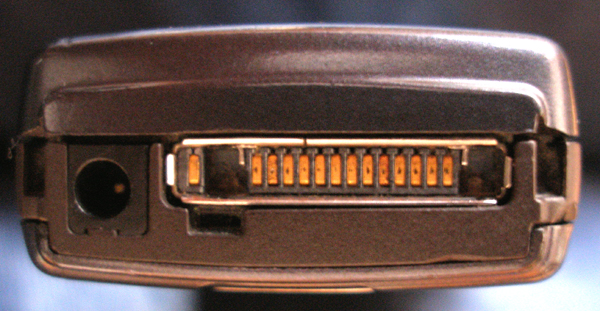
Slot pro připojení datového kabelu a vstup pro nabíječku

Baterie telefonu je typu Li-Ion s kapacitou 850 mAh, nabíjí se necelé 2 hodiny. Dle informací výrobce baterie vydrží 300 hodin v pohotovostním režimu nebo až 5 hodin hovoru. Baterie je vyjímatelná, vyměnitelná. Nachází se pod ní slot pro SIM kartu a také slot pro paměťovou kartu. Telefon podporuje paměťové karty klasického formátu MMC, podpora velikosti karet je závislá na aktuální verzi firmware telefonu. Na spodní straně telefonu se nachází vstup pro externí nabíječku a také slot pro připojení datového kabelu, handsfree a dalších zařízení. Horní strana obsahuje vypínač, který vedle své hlavní funkce vypínání a zapínání přístroje plní při krátkém stisknutí funkci přepínání mezi profily telefonu.

## Paměť
Vnitřní paměť telefonu činí 30,2 MB, přičemž se jedná o paměť sdílenou, tzn. že paměť slouží jak pro ukládání Java aplikací tak také pro adresář, zprávy, poznámky a multimédia. Lze ji rozšířit paměťovými kartami MMC o kapacitě až 2 GB.

## Menu
Nabídka telefonu obsahuje celkem 10 položek: Zprávy, Výpis volání, Kontakty, Nastavení, Galerie, Média, Organizér, Aplikace, Web a volitelnou položku závislou na konkrétní SIM kartě (SIM Toolkit).
Telefonní seznam má kapacitu až 1000 jmen. Ke každému kontaktu je možné přiřadit až pět čísel a pět údajů (e-mail, webovou adresu, poštovní adresu, adresu pro posílání rychlých zpráv a poznámku). Stejně tak lze ke každé položce seznamu přiřadit obrázek volajícího. Adresář nabízí výběr ze 4 možností zobrazení na displeji. Vyhledávat lze v seznamu pomocí multifunkčního středového tlačítka nebo postupným zadáváním počátečních písmen osob v seznamu. Telefonní seznam lze, stejně tak jako údaje v kalendáři a poznámky, synchronizovat s PC. Telefon nabízí zařazení kontaktů do skupin, v základním nastavení nesou označení: Rodina, přátelé, zaměstnání a ostatní. 
Prostřednictvím položky zprávy je možné odesílat textové zprávy (SMS), multimediální zprávy (MMS) a e-maily. K dispozici jsou také informační zprávy, hlasové zprávy (z hlasové schránky) a chat. 
Textové zprávy je možné odesílat konkrétním osobám nebo dle funkce seznamy příjemců, která umožňuje vytvoření jednotlivých specifických seznamů adresátů dle požadavků uživatele. Nokia nabízí také možnost napsání SMS e-mailu. Standardně jsou také k dispozici předdefinované šablony SMS zpráv. V položce mé složky lze vytvářet dle vlastních požadavků jednotlivě specifikované složky, do kterých si uživatel může systematicky přesunovat přijaté zprávy. Zprávy se odstraňují jednotlivě nebo v rámci konkrétní složky (např. přijaté nebo odeslané).
MMS zprávy nabízí vedle svého obsahu 1000 znaku připojení libovolného obrázku, audia či video souboru o max. velikosti 100 KB. Emailový klient má podobu „vestavěné“ javové aplikace. 
Výpis volání zobrazuje všechny nepřijaté i přijaté hovory, uživatelem volaná čísla, délku hovorů, čítač toku dat prostřednictvím GPRS, čítač přijatých i odeslaných SMS. 
Prostřednictvím Nastavení je možná úprava jednotlivých telefonních profilů, nastavení tónů, displeje, času a data, osobních klávesových zkratek, připojení a nastavení volání. 
Ve složce Galerie nalezneme jednotlivé obrázky, videoklipy, hudební soubory, tóny, nahrávky a složku paměťové karty, kterou lze dále rozčlenit dle specifických požadavků uživatele. 
V Médiích je k výběru fotoaparát, který pořizuje snímky v maximálním rozlišení 640x480 obrazových bodů a je vybaven snímačem CMOS. Při focení je výběr z režimů – Standardní foto, portrét, noční režim, video. V případě vytváření autoportrétu lze nastavit samospoušť (10 sekund).
Přehrávač hudby vyhledá veškeré hudební soubory v telefonu a dle požadavků je přehraje buď v načteném pořadí nebo v náhodném. Ekvalizér zvuku nabízí přehrávání v módech – normální, pop, rock, jazz, klasika. Jednotlivé písně lze poslat prostřednictvím infraportu, Bluetooth nebo multimédií (MMS).
Rádio nabízí k uložení až 20 rozhlasových stanic. Ladění je v rámci evropského rozsahu 87,5 až 108 MHz. Ladit se dá ručně po 0,05 MHz krocích, automaticky nebo zadáním konkrétní frekvence. Telefon využívá připojených sluchátek jako externí antény a tudíž bez nich není možné rádio zapnout. Zvuk se dá přepnout do reproduktoru telefonu (hlasitý odposlech).
Funkce záznamníku spočívá v nahrávání až 3minutového zvukového záznamu. Záznamník může být využit i při běžném telefonním hovoru k zachycení a pozdějšímu přehrání důležitých informací od volaného. Nahrávky jsou ukládány ve zvukovém formátu AMR. K ukládání lze nastavit buď paměť telefonu nebo paměťovou kartu. 
Budík se nastavuje v rámci 24 hodin. Nabízí funkci opakované signalizace, kterou lze nastavit na jednotlivé dny v týdnu. Jako tón signalizace může být vybrán jakýkoliv zvukový soubor, který telefon podporuje.
Kalendář zobrazuje souhrnně celý měsíc nebo pomocí funkce Zobrazit týden jednotlivé dny v týdnu s časovým harmonogramem dnů. Poznámka kalendáře může mít podobu Jednání, Volat, Narozeniny, Poznámka, Upomínka. Jednotlivé položky kalendáře se dají přesouvat, kopírovat, mazat, opakovat anebo odesílat.
Samostatná funkce Poznámky nabízí k uložení několik poznámek o velikosti do 3000 znaků a podobně samostatná funkce Úkoly, u kterých lze nastavit předmět o velikosti do 160 znaků a možnost nastavení jejich priority – vysoká, střední, nízká.
Aplikace obsahují Hry, Sbírku a Extra. Hry jsou položka, která standardně obsahuje 3 hry na mobilní telefon. U modelu 6230 se jedná o Golf, Beach Rally II a Chess Puzzle. Ve Sbírce nalezneme World clock II – světové hodiny, Converter II' – univerzální převodník (měn, fyzikálních prvků apod.) a Translator – překladač s podporou Angličtiny, Francouzštiny, Němčiny, Španělštiny a Italštiny. Záložka Extra obsahuje Kalkulačku se standardními funkcemi, Stopky a Odpočet času.

## Data,Software
Nokia 6230 podporuje datové přenosy: GPRS (třídy 10), HSCSD i EDGE. Obsahuje e-mailový a wapový prohlížeč. Lze také přehrávat streamovaná videa. Standardní software dodávaný pro propojení telefonu s PC (způsoby viz výše) je Nokia PC Suite, která obsahuje programy: Content Copier, PC Sync, Application Installer, Phone Browser, Audio Manager, Image Converter, Multimedia Player, Sound Converter, Contact Editor, Phone Editor.

## Ostatní
Telefon podporuje pásma GSM 900, 1800 a 1900 MHz. Vyzvánění telefonu je 24hlasé. Podporované formáty zvuku jsou MP3/AAC, MIDI a AMR. Přístroj lze propojit s počítačem pomocí datového kabelu DKU-2, infraportu nebo Bluetooth.